# 磨石
磨石（すりいし）とは、縄文時代、主としてクリ・クルミ・ドングリなどの堅果類をすりつぶし、粉をひくために用いた礫石器である。棒状の長いものはすり棒と呼ばれることもある。

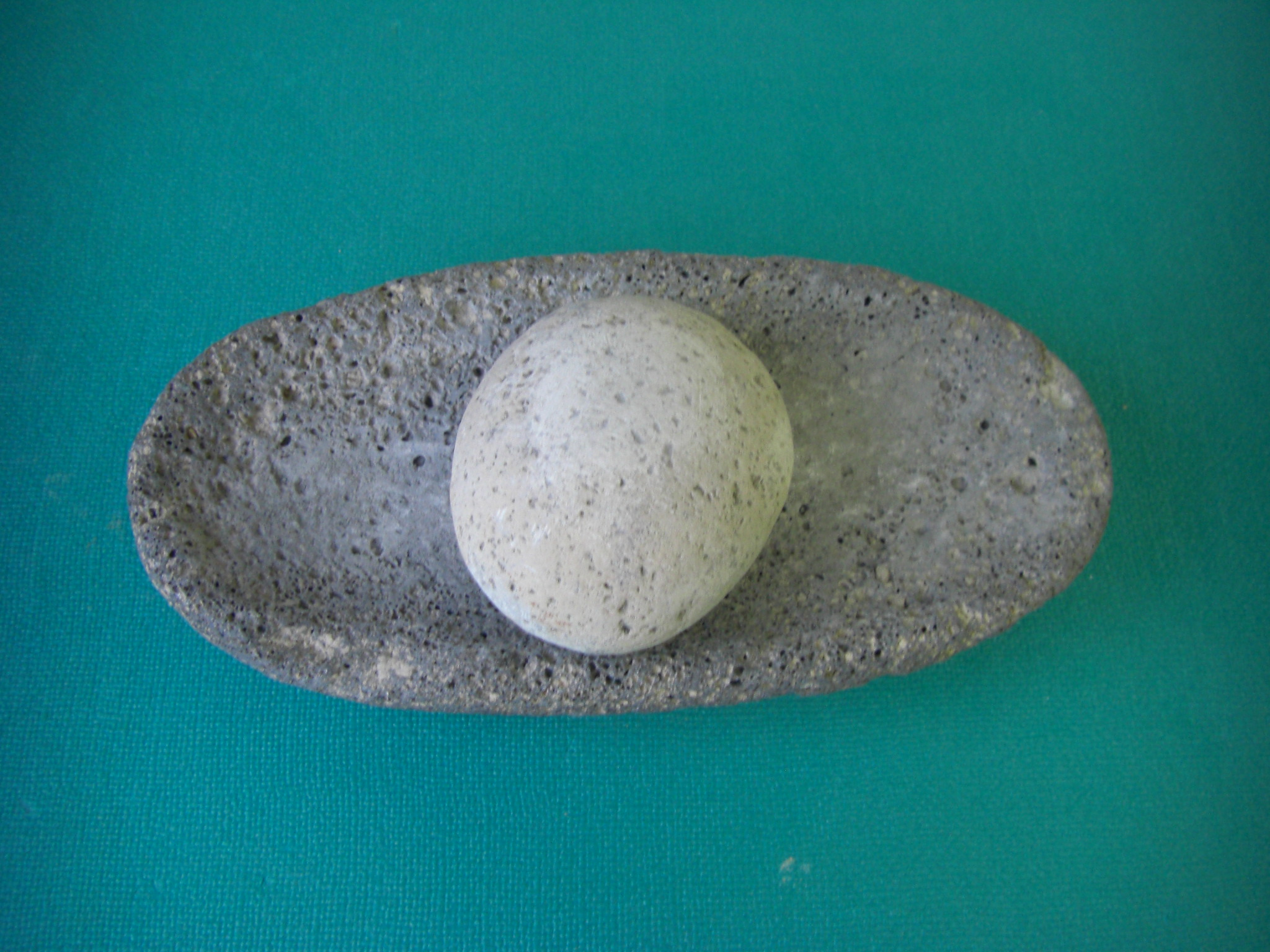
石皿と磨石

球状または円盤状を呈する転石や河原石の原石（母岩）を加工せずにそのまま用いており、使用痕としては擦った痕跡ののこるものが多い。大きさはだいたい、成人男性の握り拳より一回り大きい程度。石皿と組み合わせて用いられることが多く、集落遺跡からの出土がほとんどである。
山形県押出遺跡や長野県大崎遺跡からは、堅果の粉による食品「縄文クッキー」の炭化したものが出土しており、粉食文化が広く普及していることを物語っている。磨石の出土は圧倒的に縄文時代に多いが、石皿とセットになっての出現は旧石器時代のナイフ形石器の盛行する時期にまでさかのぼる。
メソアメリカの遺跡で発見される磨石（すり棒）は、特にマノ（mano）と呼ばれ、北米の遺跡などでも同じように呼称される。